# Crioconema ramsayi
Crioconema ramsayi är en rundmaskart som beskrevs av Wim M. Wouts 2000. Crioconema ramsayi ingår i släktet Crioconema och familjen Criconematidae. Inga underarter finns listade i Catalogue of Life.